# O Novo Trovador
O Novo Trovador foi um periódico literário publicado em Coimbra entre 1851 e 1856, do qual saíram a público 12 números, que naquele último ano foram reunidos em volume também intitulada "O Novo Trovador".